# Petra (Cypr)
Petra (gr. Πέτρα, tur. Taşköy) – wieś na Cyprze, w dystrykcie Nikozja.